# Rue des Frères-Flavien
La rue des Frères-Flavien est une voie située dans le quartier Saint-Fargeau du 20e arrondissement de Paris, en France.

## Situation et accès
La rue des Frères-Flavien est desservie à proximité par les lignes 3 bis et 11 à la station Porte des Lilas.

## Origine du nom

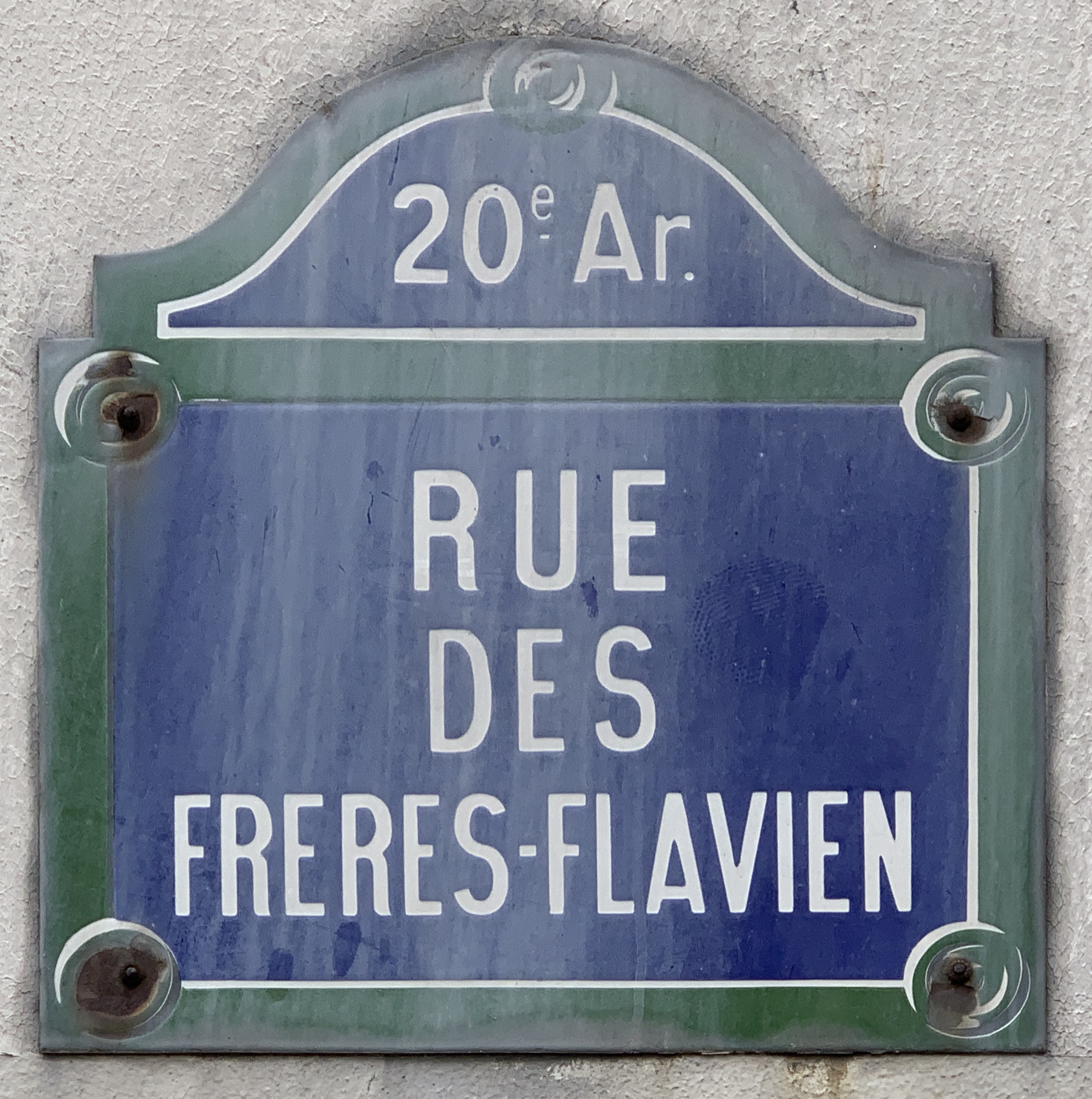
Plaque de la rue.

Le nom de cette rue perpétue le souvenir de Guy Flavien (1920-1945), résistant mort en déportation et de son frère, Henry Flavien (décédé en 1965), médecin et résistant lui aussi.

## Historique
Cette voie, située sur le territoire de l'ancien parc du château des Bruyères disparu en 1760, puis sur la zône, dénommée provisoirement « voie BG/20 » porte son nom actuel depuis un arrêté du 30 octobre 1975.

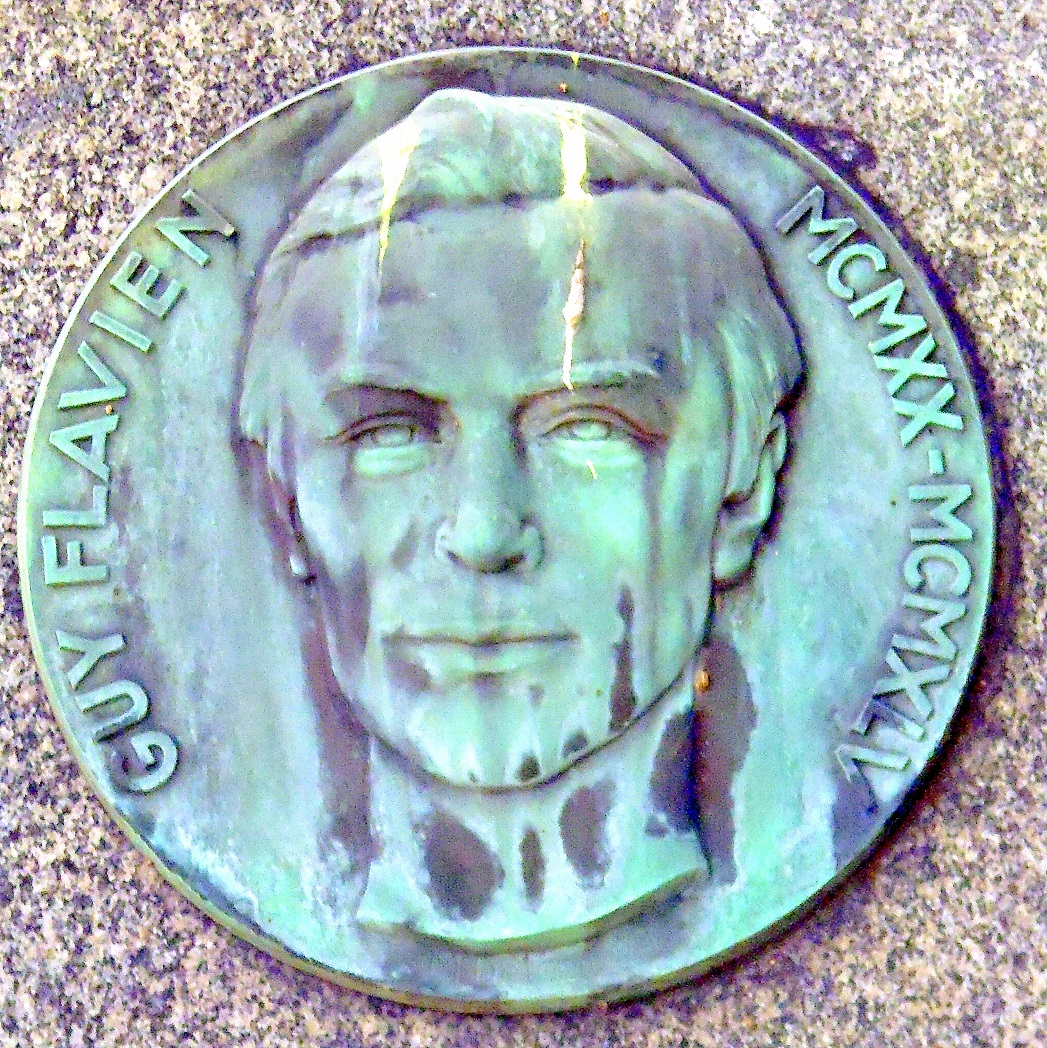
Guy Flavien (médaillon sur sa tombe au Père-Lachaise, à Paris).

## Bâtiments remarquables et lieux de mémoire
- Le site de la ligue de Paris Tennis – Stade des Lilas est situé au no 9.
- La rue longe la frontière entre Paris et le département de la Seine-Saint-Denis.
- Elle est limitrophe de 4 villes : Paris, Le Pré-Saint-Gervais, Les Lilas et Bagnolet.

## Architectures

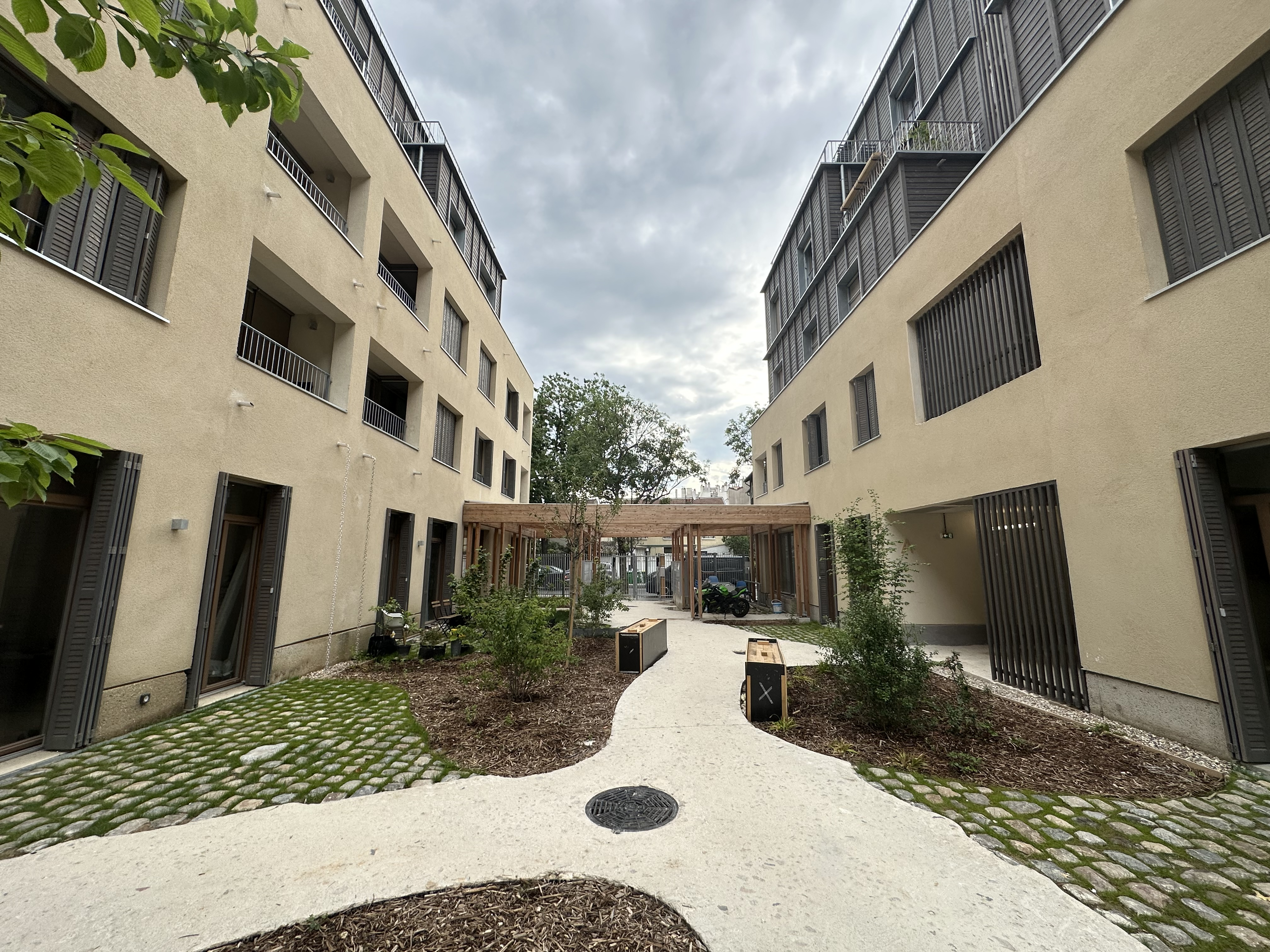
Logements bas carbone, en structure bois et isolants biosourcés, vue cour intérieure
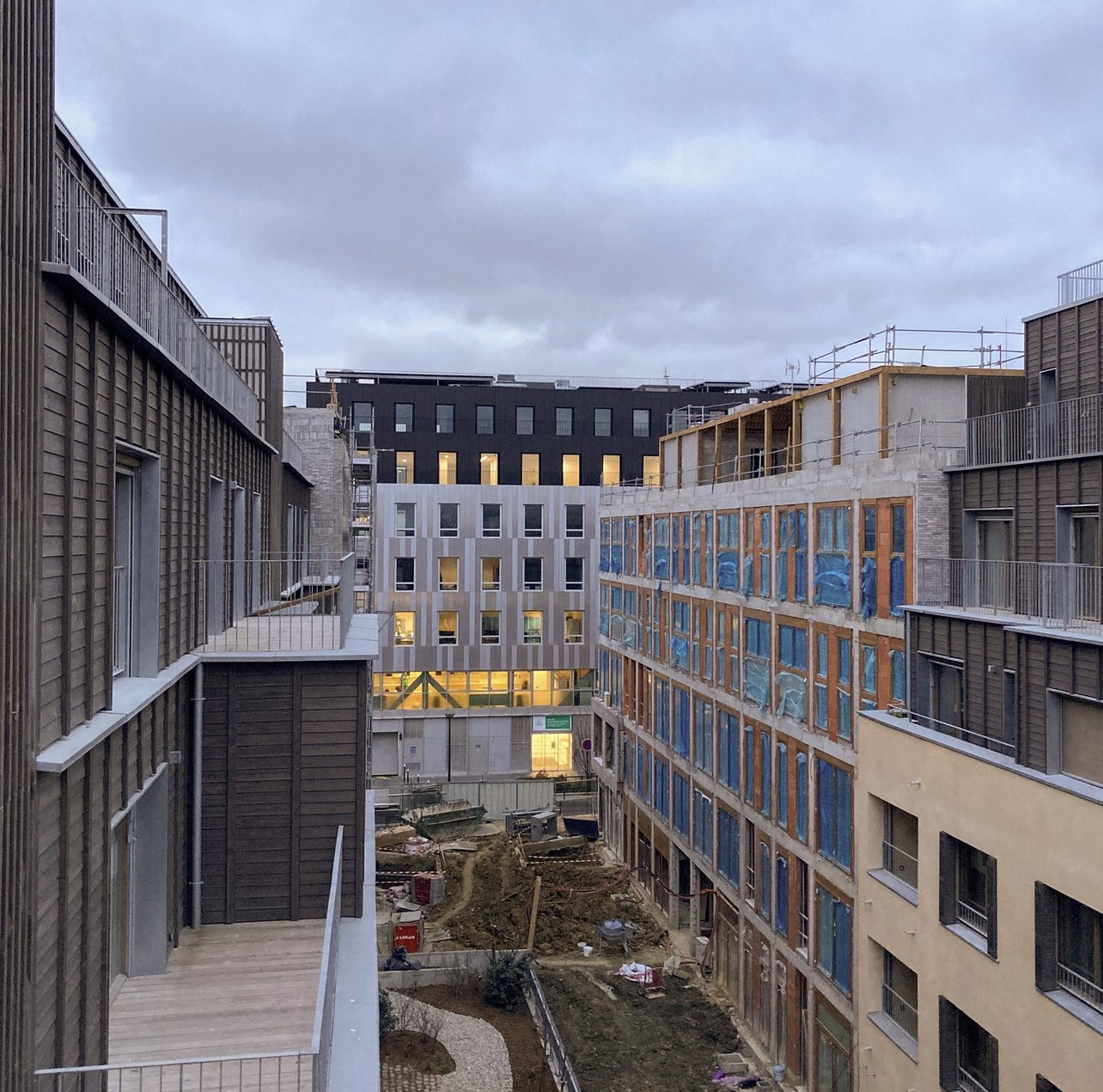
Logements bas carbone, en structure bois et isolants biosourcés, vue des étages
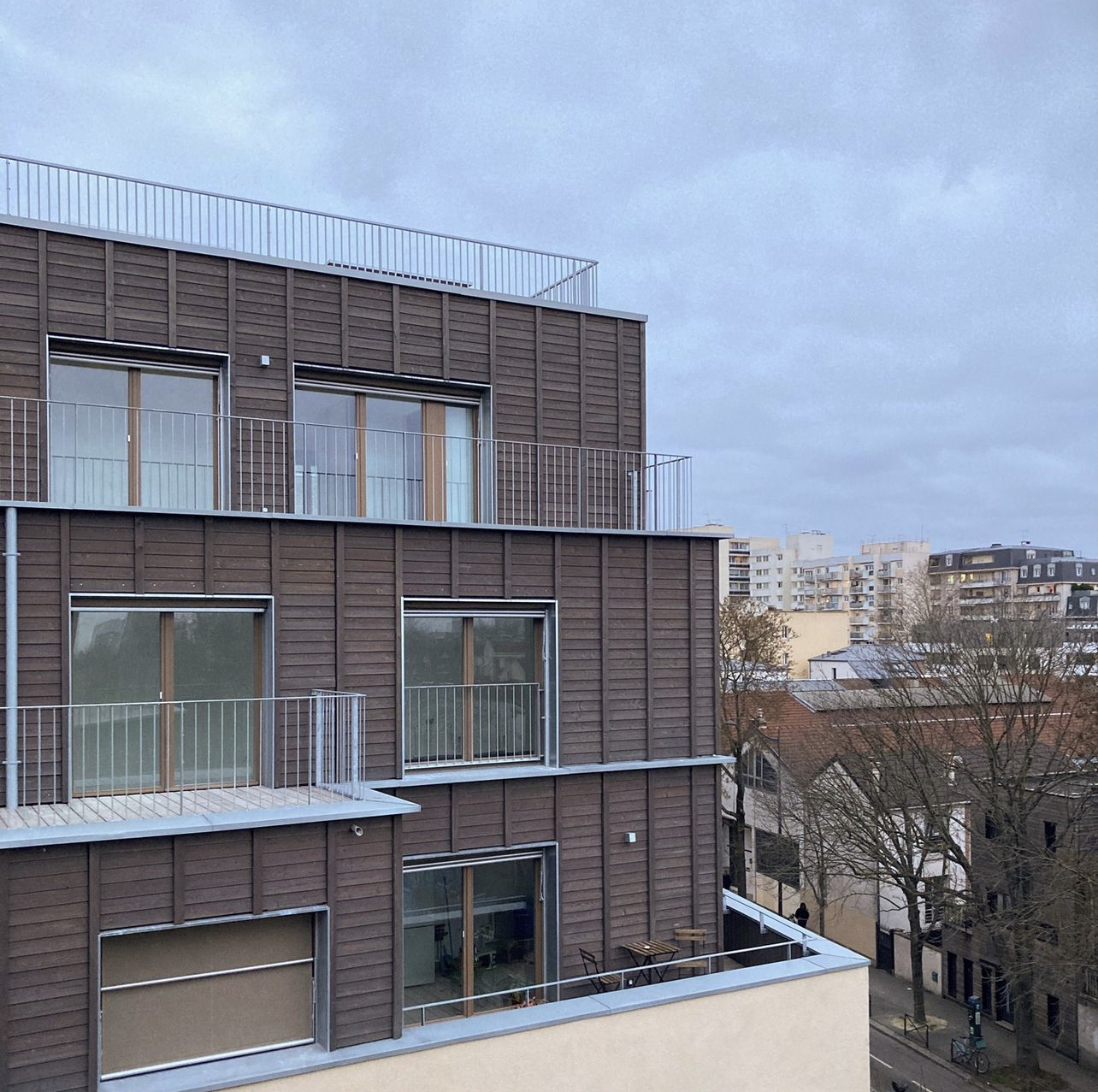
Logements bas carbone, en structure bois et isolants biosourcés